# Karel Stádník
Karel Stádník (24. srpna 1924 Třemošná – 12. ledna 2011 Praha) byl český sochař, restaurátor a fotograf, který zároveň působil v oficiální i podzemní římskokatolické církvi jako jáhen.

## Život
Základní školu absolvoval v Kadani, do roku 1938 studoval gymnázium v Karlových Varech. Po záboru pohraničí se rodina přestěhovala do Prahy, kde po válce studoval na Střední keramické škole. Dále v letech 1946-1949 studoval sochařství na pražské Akademii výtvarných umění u profesora Otakara Španiela, kde absolvoval v roce 1949. Absolvoval i památkářský kurz. Roku 1955 podepsal vázací akt se Státní bezpečností a podával informace zejména o milostných vztazích katolických kněží. Roku 1958 vše prozradil svým známým a na základě této dekonspirace s ním StB ukončila spolupráci.
Na jáhna byl vysvěcen tajně kardinálem Joachimem Meisnerem 17. listopadu 1984 v Berlíně, a to jako vůbec první trvalý jáhen v Čechách. V této funkci působil v kostelech na Velízu-Kublově a v Praskolesích.
Stádníkovým zetěm je spisovatel Oldřich Selucký.

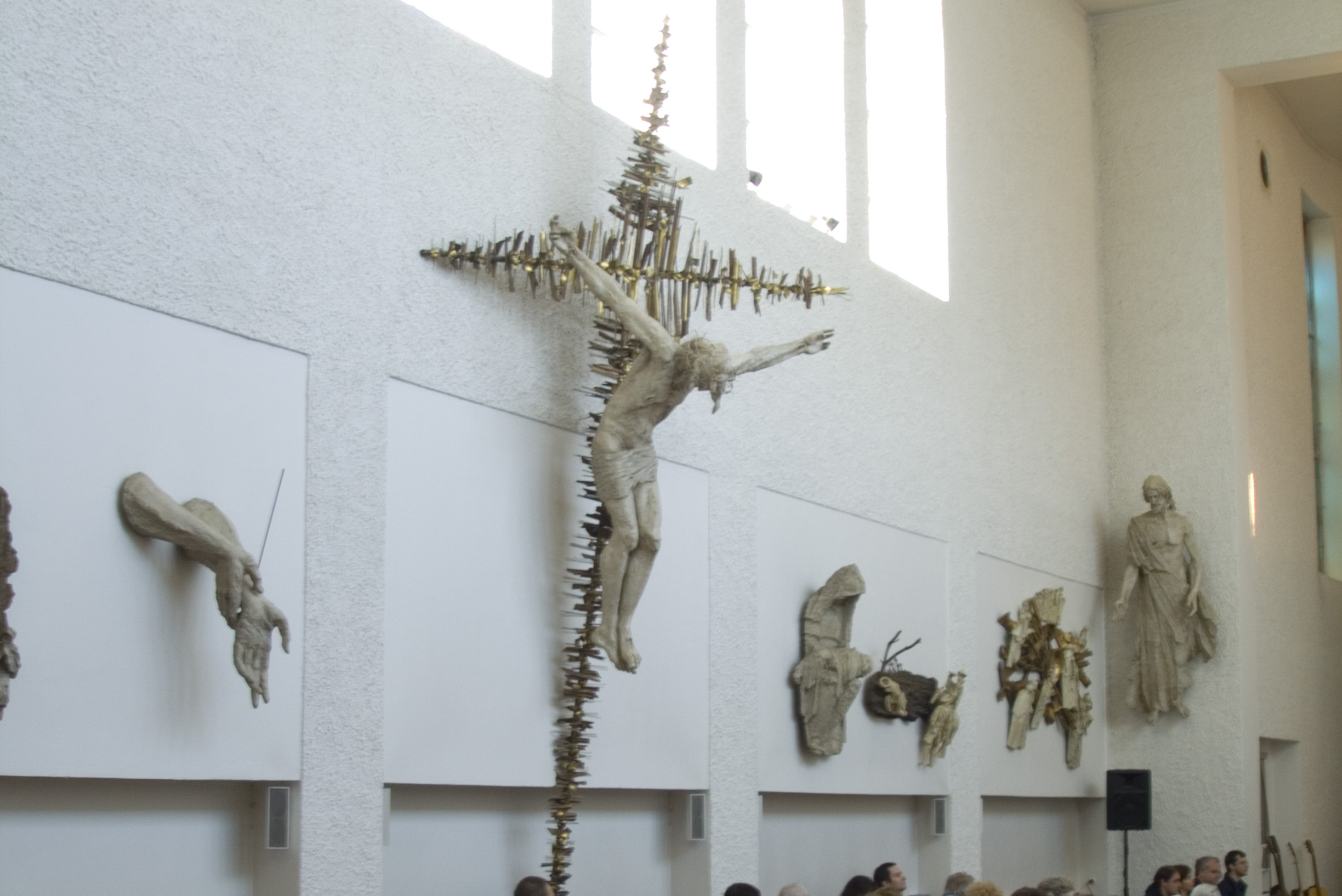
Křížová cesta Karla Stádníka v kostele Panny Marie Královny míru v Praze 4 na Lhotce

## Profese
Profesní kariéru začal restaurátorskými pracemi, které se mu posléze staly hlavním zdrojem obživy. Věnoval se výhradně sakrálnímu umění, restaurování gotických a barokních plastik a volné tvorbě. Vytvořil několik souborů plastik křížových cest, z nichž zejména ta ve Lhotce je unikátní. Znázorňuje jednotlivá zastavení Ježíšovy křížové cesty formou obrazů utrpení člověka v konkrétních historických situacích. Tato Křížová cesta vznikla v době protináboženské perzekuce v letech 1973–1975. Jeho moderní pojetí křížové cesty později inspirovalo kardinála Miloslava Vlka k úvahám nad utrpením Krista a lidstva. V režii Víta Hájka vznikl roku 1996 televizní dokument „Křížová cesta akademického sochaře Karla Stádníka s textem kardinála Miloslava Vlka“. Karel Stádník dále působil jako člen restaurátorské komise Českého fondu výtvarných umění, která přidělovala a hodnotila práce.

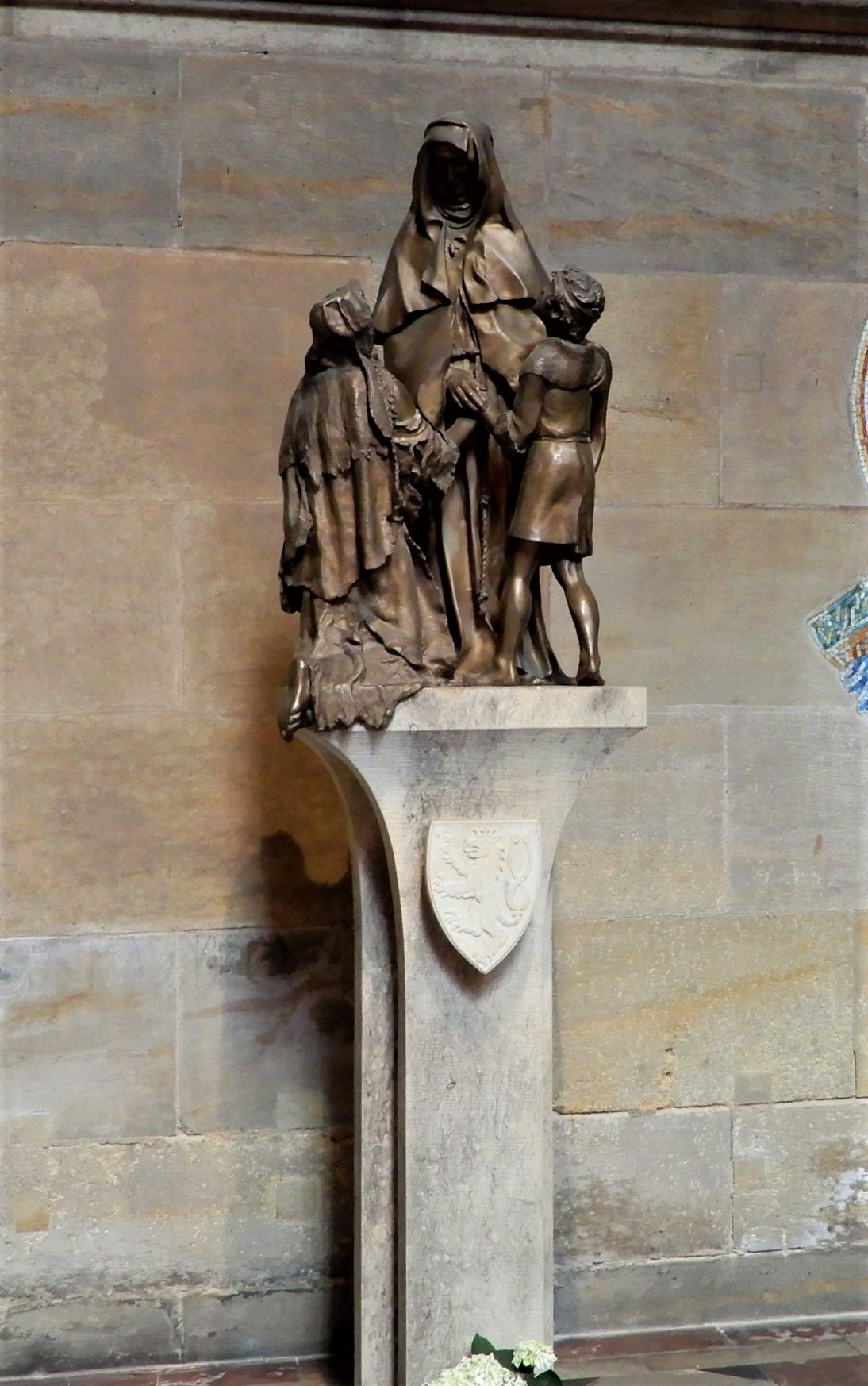
Socha sv. Anežky České s prosebníky, katedrála sv. Víta v Praze

## Dílo

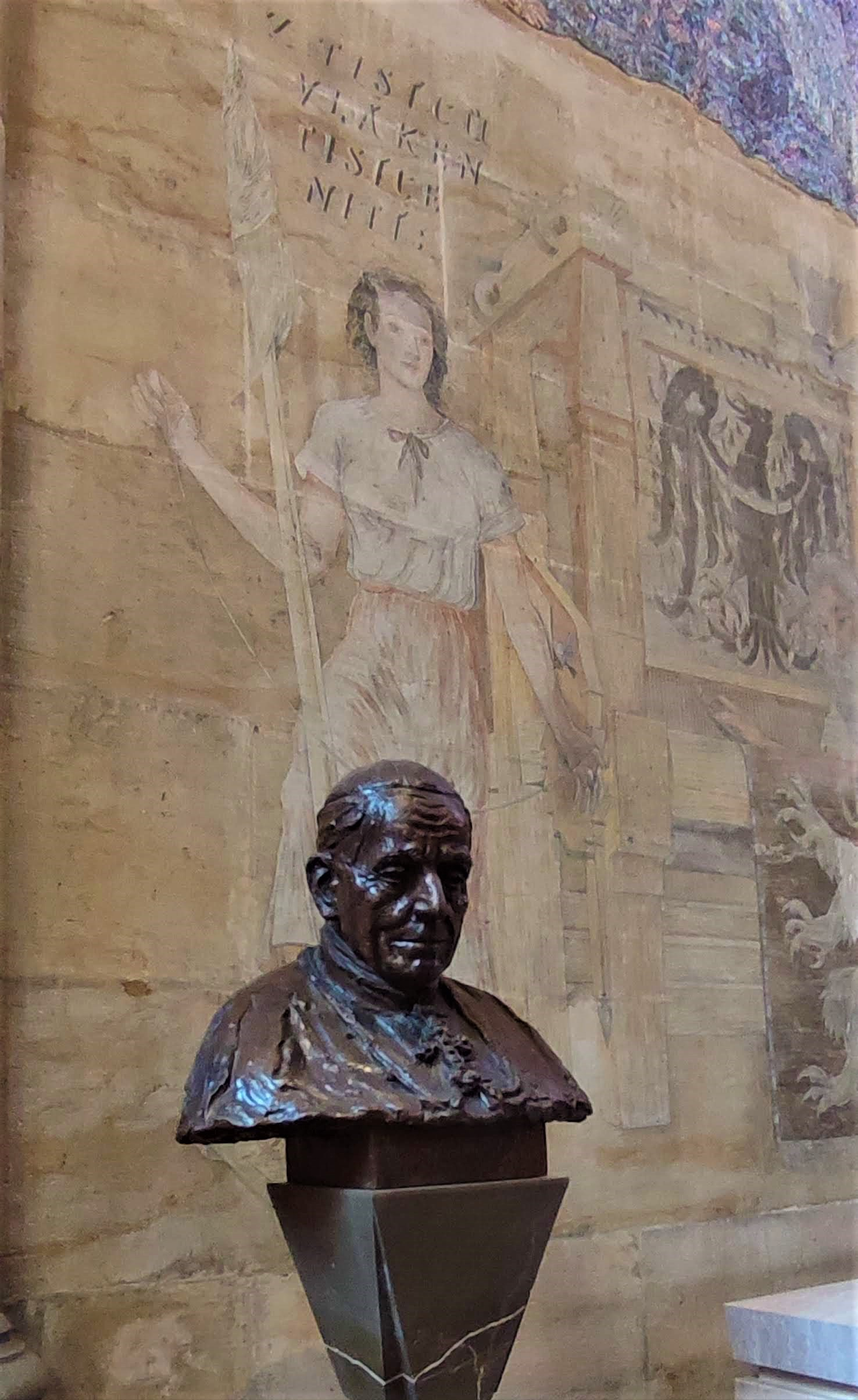
Poprsí kardinála Josefa Berana v katedrále sv. Víta v Praze

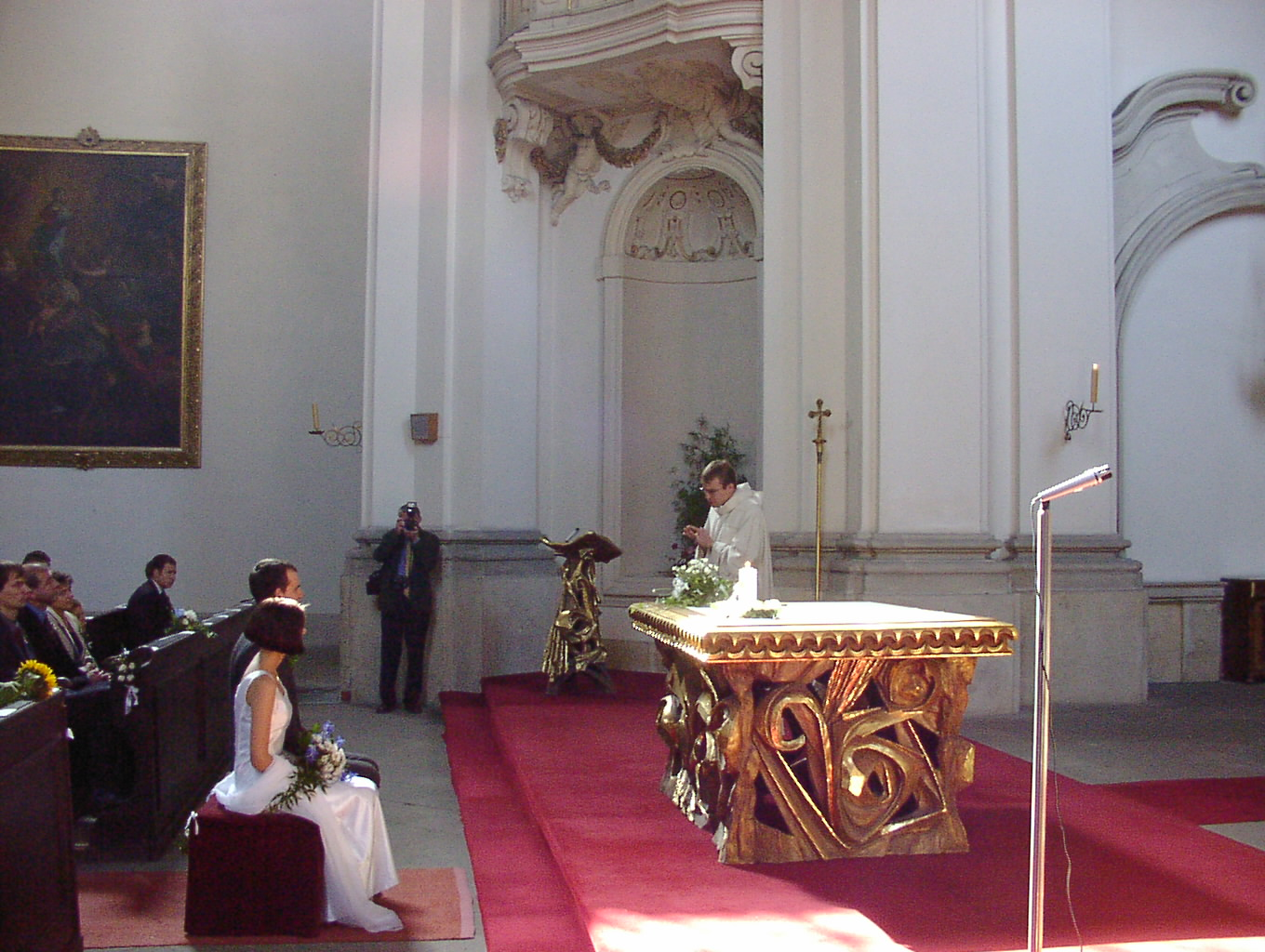
Svatba v kostele sv. Jana Nepomuckého na Hradčanech s pohledem na oltář a ambon od Karla Stádníka

### Křížové cesty
- Křížová cesta v kostele Panny Marie Královny míru v Praze - Lhotce[5] [6]
- Křížová cesta v katedrále svatého Václava v Olomouci
- Křížová cesta v kapucínském kostele Panny Marie Andělské v Praze.
- Křížová cesta v kostele svatého Václava v Břeclavi

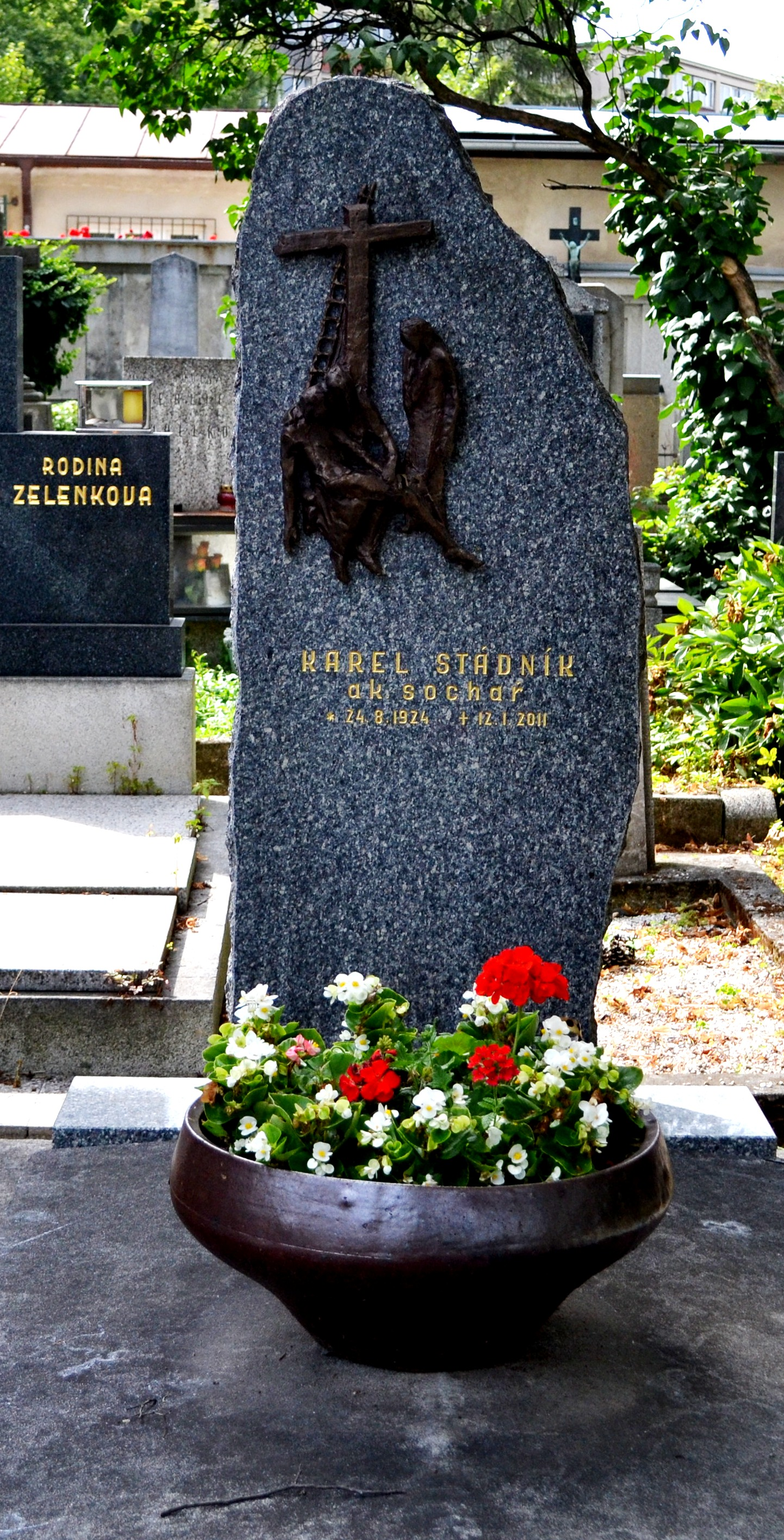
Hrob Karla Stádníka na hřbitově v Praze 6 - Břevnově

- Křížová cesta v kostele svatého Filipa a Jakuba ve Zlíně

### Samostatné sochy
- Socha sv. Anny, kaple Domova Sue Ryder v Praze 4 Michli
- Sousoší sv. Anežky České s dětmi, bronz, kaple sv. Anežky České, Katedrála svatého Víta, Václava a Vojtěcha v Praze
- Poprsí kardinála Josefa Berana, odlito podle sádrového modelu Karla Stádníka, odhaleno 1.5. 2021 v kapli sv. Anežky České v katedrále sv. Víta [7]

### Oltářní stoly
- Kostel sv. Jana Nepomuckého na Hradčanech (oltář a ambon)
- Kostel Nejsvětějšího Salvátora u Karlova mostu (oltář a ambon)
- Kostel sv. Havla
- Kostel sv. Markéty v Břevnově
- Kostel P. Marie a slovanských patronů v Emauzích
- Kostel sv. Václava v Břeclavi (oltář, ambon a sedes)
- Kostel sv. Prokopa ve Žďáru nad Sázavou

### Restaurátorské práce (výběr)
- Mistr I. P. v chrámu Matky Boží před Týnem v Praze
- Kostel Velíz[8]